# Manuela Tănăsescu
Manuela Tănăsescu (pseudonimul Emanuelei Maria Athanasescu, n. 30 septembrie 1941 înBucurești, d. 14 decembrie 2021 în București) este critic și istoric literar român. A contribuit la dezbaterea în jurul barocului românesc, la analiza operei lui Dimitrie Cantemir și la teoretizarea etapelor creației literare.

## Studii
A absolvit Liceul „I.L. Caragiale”, București (1955-1959), Școala Tehnică de Arhitectură și Construcția Orașelor (1960-1962) și Facultatea de Limba și Literatura Română a Universității din București (1965-1969).

## Activitate publicistică
A colaborat cu articole la reviste precum Contemporanul, Manuscriptum, România literară, Jurnalul literar, România liberă etc. 
A semnat articole de dicționar pe tema literaturii române vechi, incluse în: Scriitori români, Editura Științifică și Enciclopedică, București, 1978, Dicționarul scriitorilor români, vol. I-IV, Editura Fundației Culturale Române, București, 1995-2002, Dicționarul esențial al scriitorilor români, București,  Editura Albatros, 2000.

## Activitate profesională
A fost proiectant la Institutul de Proiectare București (1962-1964), bibliotecar la Liceul Industrial Energetic București (1964-1971), îndrumător și muzeograf la Muzeul Literaturii Române din București (1971-1990) și redactor principal la revista Manuscriptum (1990-1996).

## Cărți publicate
- 1970 - Despre Istoria ieroglifică, Editura Cartea Românească, București.
- 1975 - Eseu despre etapele creației, Editura Cartea Românească, București.
- 2009 - O istorie a literaturii române. Partea întâi, Editura Saeculum I.O., București.